# Lords of Acid
Lords of Acid (auch bekannt als Digital Orgasm) ist eine belgische Acid-House-Band.

## Bandgeschichte
Die Band wurde in den späten Achtzigerjahren von Praga Khan (bürgerlich Maurice Engelen), Jade 4 U und Oliver Adams gegründet. Im Jahr 1988 erschien ihre erste und umstrittene New-Beat-Single I Sit on Acid. Mit ihrem Debüt-Album Lust, welches 1990 zusammen mit den Singleauskopplungen Rough Sex und I Must Increase My Bust erschien, wurden sie in der elektronischen Musik-Szene berühmt für den hemmungslosen sexuellen Inhalt ihrer Songtexte und ihr Sound-Sampling. Ihr vielleicht berühmtester Song I Sit on Acid beginnt a cappella mit den Worten Darling, come here / fuck me up the … und wird sogleich von einem Rave-Beat unterbrochen.
Ihr zweites Album Voodoo-U orientierte sich an der Richtung des Industrial-Sounds. Als Nächstes erschienen die Alben Our Little Secret (1997), Heaven Is an Orgasm (1998) und Expand Your Head (1999). Im Jahr 2000 erschien das Rock-lastige Album Farstucker.
Nachdem sie 15 Jahre lang im Musik-Business tätig waren, brachten sie 2003 ihr Greatest-Hits-Album Greatest Tits auf den Markt.
Im Jahr 2011 verwendete der Regisseur Zack Snyder ihren Track Crab Louse vom gleichnamigen Album The Crablouse (Variations on a Species) in seinem Film Sucker Punch.

## Projekte außerhalb der Band
Praga Khan gründete im Frühjahr 2010 das Musik-Label "SonicAngel", bei dem auch Erhan Kurkun tätig ist. Sie produzierten den belgischen Beitrag von Tom Dice beim Eurovision Song Contest 2010 in Oslo.

## Diskografie

### Alben
- 1991 Lust *
- 1992 Appearances Are Deceptive (unter Digital Orgasm)
- 1994 Voodoo-U *
- 1997 Our Little Secret *
- 1998 Heaven Is an Orgasm (B-Seiten und Outtakes)
- 1999 Expand Your Head (Remix-Album)
- 2000 Farstucker *
- 2001 On the Racks (Hits-Compilation)
- 2001 Private Parts (Hits-Compilation, nur für Europa)
- 2003 Greatest Tits (Hits-Compilation, nur für die USA)
- 2012 Deep Chills

[*] in der später erschienenen 'Stript'-Version wurden alle Songtexte dieses Albums entfernt

### Singles
- 1989 I Sit on Acid #44 U.S. Hot Dance Club Play
- 1990 Hey Ho!
- 1991 Take Control #4 U.S. Hot Dance Club Play
- 1991 Rough Sex #12 U.S. Hot Dance Club Play
- 1993 I Must Increase My Bust #20 U.S. Hot Dance Club Play
- 1994 The Crablouse
- 1995 Do What You Wanna Do
- 1996 I Sit on Acid '96
- 1996 Sucking in the 70s
- 1997 Rubber Doll
- 1998 Pussy
- 1999 Am I Sexy?
- 1999 Lover
- 2000 Lover Boy/Lover Girl
- 2003 Gimme Gimme
- 2003 Scrood Bi U